# Governo Solberg
Il Governo Solberg è stato un governo della Norvegia, rimasto in carica per 8 anni dal 16 ottobre 2013 al 14 ottobre 2021. 
Nato dopo le elezioni del 2013 come governo di minoranza in seguito ad un accordo tra Høyre e Partito del Progresso, ha aumentato il numero dei propri seggi con l’ingresso nella coalizione di governo dei partiti Venstre e Popolare Cristiano (rispettivamente nel gennaio 2018 e nel gennaio 2019) che prima fornivano solo un appoggio esterno. In questo modo l’esecutivo ha potuto contare su una maggioranza assoluta di 88 seggi al Parlamento norvegese. Dal 2020, tuttavia, il Partito del Progresso ha rotto i legami con il governo ed è ufficialmente passato all’opposizione, rendendo l’esecutivo Solberg di nuovo un governo di minoranza, fino alle sue dimissioni.

## Situazioni parlamentari
La prima legenda indica il numero di seggi a disposizione del Governo nel momento del suo giuramento, il 16 ottobre 2013:
| Camera   | Collocazione     | Partiti                             | Seggi    |
| -------- | ---------------- | ----------------------------------- | -------- |
| Storting | Governo          | Høyre (48), FRP (29)                | 77 / 169 |
| Storting | Appoggio esterno | KRF (10), V (9)                     | 19 / 169 |
| Storting | Opposizione      | AP (55), SP (10), SV (7), PA-DG (1) | 73 / 169 |

La seconda legenda mostra la situazione parlamentare successivamente alle elezioni del 2017, dopo cui Venstre (V) decise di diventare un partito di governo: 
| Camera   | Collocazione     | Partiti                                     | Seggi    |
| -------- | ---------------- | ------------------------------------------- | -------- |
| Storting | Governo          | Høyre (45), FRP (27), V (8)                 | 80 / 169 |
| Storting | Appoggio esterno | KRF (8)                                     | 8 / 169  |
| Storting | Opposizione      | AP (49), SP (19), SV (11), PA-DG (1), R (1) | 81 / 169 |

La terza legenda mostra la situazione parlamentare in seguito alla decisione del Partito Popolare Cristiano (KRP), parimenti a quanto fatto da “Venstre”, di diventare un partito di governo attivo, senza limitarsi all’appoggio esterno:
| Camera   | Collocazione | Partiti                                     | Seggi    |
| -------- | ------------ | ------------------------------------------- | -------- |
| Storting | Maggioranza  | Høyre (45), FRP (27), KRP (8), V (8)        | 88 / 169 |
| Storting | Opposizione  | AP (49), SP (19), SV (11), PA-DG (1), R (1) | 81 / 169 |

La quarta legenda mostra la situazione parlamentare in seguito alla decisione del Partito del Progresso (FRP) di uscire dal governo, ma non di opporsi a questo, ma astenendosi e permettendo così la continuazione dell’esecutivo:
| Camera   | Collocazione | Partiti                                     | Seggi    |
| -------- | ------------ | ------------------------------------------- | -------- |
| Storting | Governo      | Høyre (45), KRP (8), V (8)                  | 61 / 169 |
| Storting | Astensione   | FRP (27)                                    | 27 / 169 |
| Storting | Opposizione  | AP (49), SP (19), SV (11), PA-DG (1), R (1) | 81 / 169 |

## Composizione

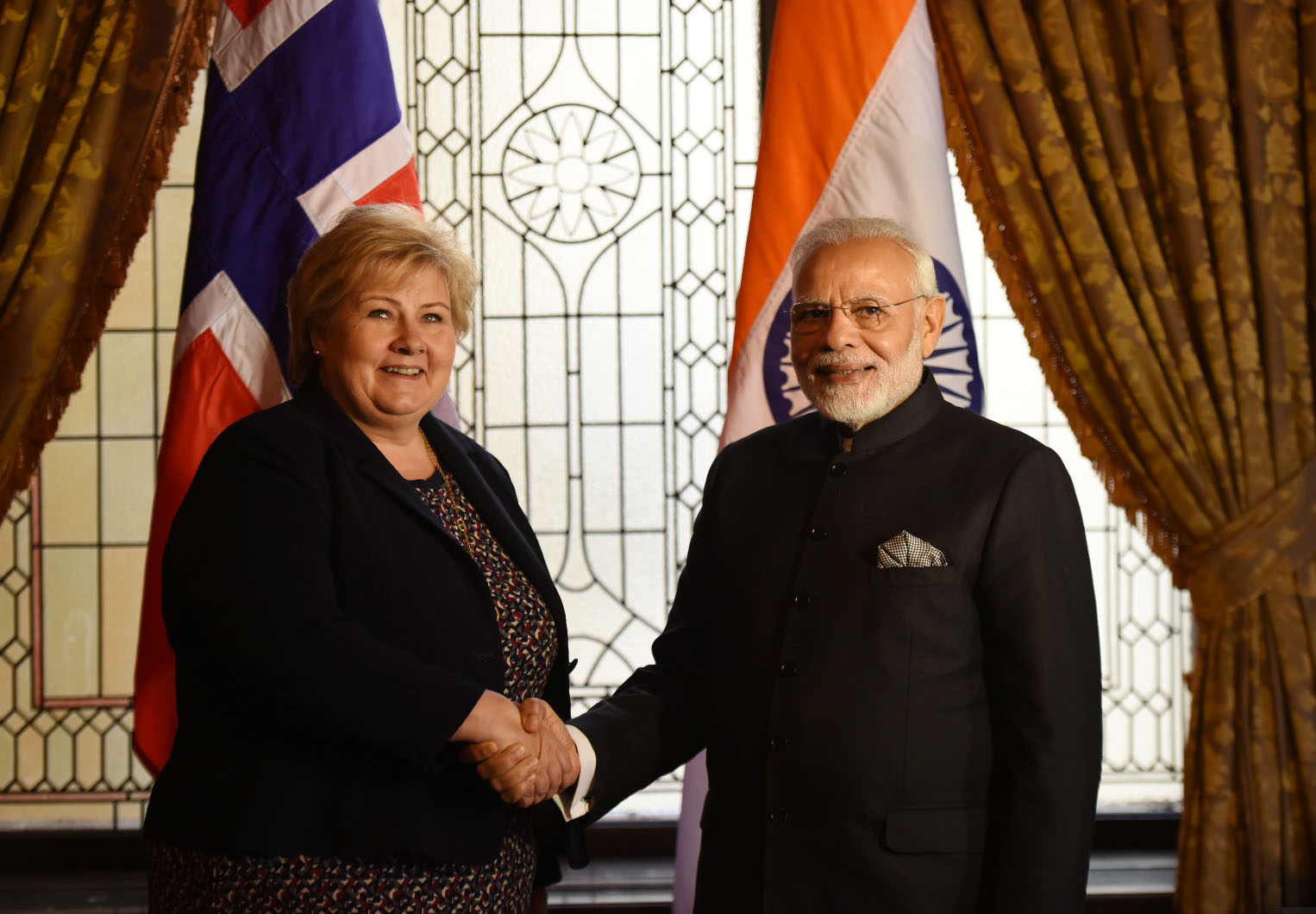
Erna Solberg con Narendra Modi al summit India-Paesi nordici a Stoccolma il 17 aprile 2018

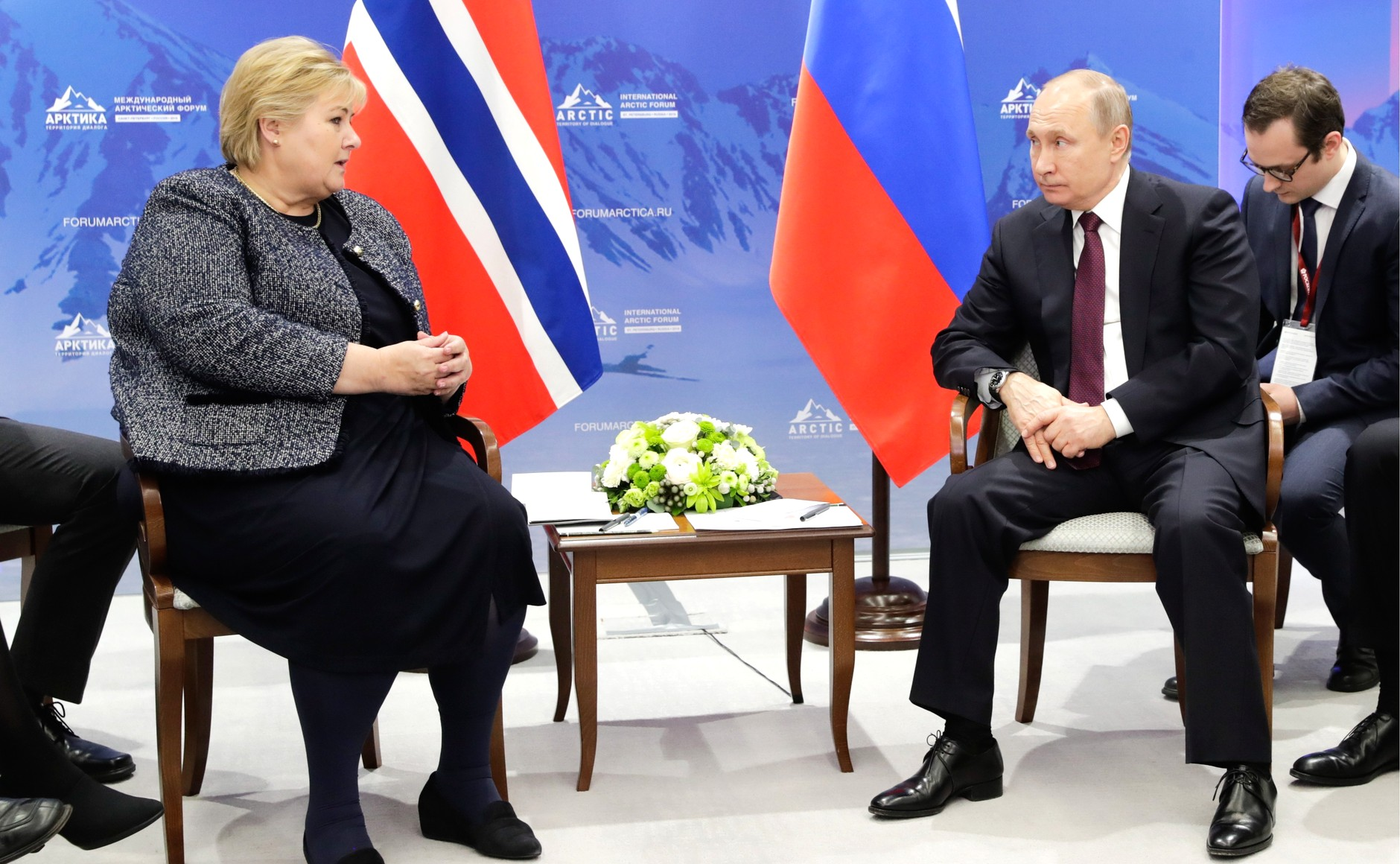
Erna Solberg con Vladimir Putin il 9 aprile 2019

Composizione del governo (dal 2020)
| Partiti che sostenevano il governo | Seggi       |
| ---------------------------------- | ----------- |
| Høyre                              | 45 / 169(C) |
| Venstre                            | 8 / 169(C)  |
| Partito Popolare Cristiano         | 8 / 169(C)  |
| Totale                             | 61 / 169    |

| Carica | Titolare | Titolare | Titolare                                       | Partito |
| --- | -------- | -------- | ---------------------------------------------- | ------- |
| Ministro di Stato |          |          | Erna Solberg                                   | H       |
| Ministro delle finanze |          |          | Siv Jensen (fino al 24/01/2020)                | FrP     |
| Ministro delle finanze |          |          | Jan Tore Sanner                                | H       |
| Ministro del governo locale e della modernizzazione                                                                                     |          |          | Jan Tore Sanner (fino al 17/01/2018)           | H       |
| Ministro del governo locale e della modernizzazione                                                                                     |          |          | Monica Mæland (fino al 24/01/2020)             | H       |
| Ministro del governo locale e della modernizzazione                                                                                     |          |          | Nikolai Astrup                                 | H       |
| Ministro della difesa |          |          | Ine Marie Eriksen Søreide (fino al 20/10/2017) | H       |
| Ministro della difesa |          |          | Frank Bakke-Jensen                             | H       |
| Ministro degli affari esteri |          |          | Børge Brende (fino al 20/10/2017)              | H       |
| Ministro degli affari esteri |          |          | Ine Marie Eriksen Søreide                      | H       |
| Ministro della giustizia, della sicurezza pubblica e dell'immigrazione                                                                  |          |          | Anders Anundsen (fino al 20/12/2016)           | FrP     |
| Ministro della giustizia, della sicurezza pubblica e dell'immigrazione                                                                  |          |          | Per-Willy Amundsen (fino al 17/01/2018)        | FrP     |
| Ministro della giustizia, della sicurezza pubblica e dell'immigrazione                                                                  |          |          | Sylvi Listhaug (fino al 20/03/2018)            | FrP     |
| Ministro della giustizia, della sicurezza pubblica e dell'immigrazione                                                                  |          |          | Tor Mikkel Wara (fino al 15/03/2019)           | FrP     |
| Ministro della giustizia, della sicurezza pubblica e dell'immigrazione                                                                  |          |          | Jøran Kallmyr (fino al 24/01/2020)             | FrP     |
| Ministro della giustizia, della sicurezza pubblica e dell'immigrazione                                                                  |          |          | Monica Mæland                                  | H       |
| Ministro del commercio e dell'industria                                                                                                 |          |          | Monica Mæland (fino al 17/01/2018)             | H       |
| Ministro del commercio e dell'industria                                                                                                 |          |          | Torbjørn Røe Isaksen (fino al 24/01/2020)      | H       |
| Ministro del commercio e dell'industria                                                                                                 |          |          | Iselin Nybø                                    | V       |
| Ministro dei trasporti e delle comunicazioni                                                                                            |          |          | Ketil Solvik-Olsen (fino al 31/08/2018)        | FrP     |
| Ministro dei trasporti e delle comunicazioni                                                                                            |          |          | Jon Georg Dale (fino al 24/01/2020)            | FrP     |
| Ministro dei trasporti e delle comunicazioni                                                                                            |          |          | Knut Arild Hareide                             | KrF     |
| Ministro dell'agricoltura |          |          | Sylvi Listhaug (fino al 16/12/2015)            | FrP     |
| Ministro dell'agricoltura |          |          | Jon Georg Dale (fino al 31/08/2018)            | FrP     |
| Ministro dell'agricoltura |          |          | Bård André Hoksrud (fino al 22/01/2019)        | FrP     |
| Ministro dell'agricoltura |          |          | Olaug Bollestad                                | KrF     |
| Ministro della pesca |          |          | Elisabeth Aspaker (fino al 16/12/2015)         | H       |
| Ministro della pesca |          |          | Per Sandberg (fino al 13/08/2018)              | FrP     |
| Ministro della pesca |          |          | Harald T. Nesvik (fino al 24/01/2020)          | FrP     |
| Ministro della pesca |          |          | Geir-Inge Sivertsen (fino al 02/03/2020)       | H       |
| Ministro della pesca |          |          | Odd Emil Ingebrigtsen (dal 13/03/2020)         | H       |
| Ministro dell'educazione e della ricerca                                                                                                |          |          | Torbjørn Røe Isaksen (fino al 17/01/2018)      | H       |
| Ministro dell'educazione e della ricerca                                                                                                |          |          | Jan Tore Sanner (fino al 21/01/2020)           | H       |
| Ministro dell'educazione e della ricerca                                                                                                |          |          | Trine Skei Grande (fino al 13/03/2020)         | V       |
| Ministro dell'educazione e della ricerca                                                                                                |          |          | Guri Melby                                     | V       |
| Ministro dell'educazione superiore e della ricerca                                                                                      |          |          | Iselin Nybø (fino al 24/01/2020)               | V       |
| Ministro dell'educazione superiore e della ricerca                                                                                      |          |          | Henrik Asheim                                  | H       |
| Ministro dell'infanzia, dell'uguaglianza e dell'inclusione sociale (fino al 22/01/2019) Ministro dell'infanzia e degli affari familiari |          |          | Solveig Horne (fino al 17/01/2018)             | FrP     |
| Ministro dell'infanzia, dell'uguaglianza e dell'inclusione sociale (fino al 22/01/2019) Ministro dell'infanzia e degli affari familiari |          |          | Linda Hofstad Helleland (fino al 22/01/2019)   | H       |
| Ministro dell'infanzia, dell'uguaglianza e dell'inclusione sociale (fino al 22/01/2019) Ministro dell'infanzia e degli affari familiari |          |          | Kjell Ingolf Ropstad                           | KrF     |
| Ministro del petrolio e dell'energia |          |          | Tord Lien (fino al 20/12/2016)                 | FrP     |
| Ministro del petrolio e dell'energia |          |          | Terje Søviknes (fino al 31/08/2018)            | FrP     |
| Ministro del petrolio e dell'energia |          |          | Kjell-Børge Freiberg (fino al 18/12/2019)      | FrP     |
| Ministro del petrolio e dell'energia |          |          | Sylvi Listhaug (fino al 24/01/2020)            | FrP     |
| Ministro del petrolio e dell'energia |          |          | Tina Bru                                       | H       |
| Ministro della sanità e dei servizi di assistenza                                                                                       |          |          | Bent Høie                                      | H       |
| Ministro della terza età e della salute pubblica (fino al 24/01/2020)                                                                   |          |          | Åse Michaelsen (fino al 03/05/2019)            | FrP     |
| Ministro della terza età e della salute pubblica (fino al 24/01/2020)                                                                   |          |          | Sylvi Listhaug (fino al 18/12/2019)            | FrP     |
| Ministro della terza età e della salute pubblica (fino al 24/01/2020)                                                                   |          |          | Terje Søviknes (fino al 24/01/2020)            | FrP     |
| Ministro del lavoro e degli affari sociali                                                                                              |          |          | Robert Eriksson (fino al 16/12/2015)           | FrP     |
| Ministro del lavoro e degli affari sociali                                                                                              |          |          | Anniken Hauglie (fino al 24/01/2020)           | H       |
| Ministro del lavoro e degli affari sociali                                                                                              |          |          | Torbjørn Røe Isaksen                           | H       |
| Ministro della cultura e degli affari ecclesiastici                                                                                     |          |          | Thorhild Widvey (fino al 16/12/2015)           | H       |
| Ministro della cultura e degli affari ecclesiastici                                                                                     |          |          | Linda Hofstad Helleland (fino al 17/01/2018)   | H       |
| Ministro della cultura e degli affari ecclesiastici                                                                                     |          |          | Trine Skei Grande (fino al 24/01/2020)         | V       |
| Ministro della cultura e degli affari ecclesiastici                                                                                     |          |          | Abid Raja                                      | V       |
| Ministro del clima e dell'ambiente |          |          | Tine Sundtoft (fino al 16/12/2015              | H       |
| Ministro del clima e dell'ambiente |          |          | Vidar Helgesen (fino al 17/01/2018)            | H       |
| Ministro del clima e dell'ambiente |          |          | Ola Elvestuen (fino al 24/01/2020)             | V       |
| Ministro del clima e dell'ambiente |          |          | Sveinung Rotevatn                              | V       |
| Ministro dell'immigrazione e dell'integrazione (fino al 17/01/2018)                                                                     |          |          | Sylvi Listhaug                                 | FrP     |
| Ministro degli affari europei e della cooperazione nordica (dal 16/12/2015)                                                             |          |          | Elisabeth Aspaker (fino al 20/12/2016))        | H       |
| Ministro degli affari europei e della cooperazione nordica (dal 16/12/2015)                                                             |          |          | Frank Bakke-Jensen (fino al 20/10/2017)        | H       |
| Ministro degli affari europei e della cooperazione nordica (dal 16/12/2015)                                                             |          |          | Marit Berger Røsland                           | H       |
| Ministro dello sviluppo internazionale                                                                                                  |          |          | Nikolai Astrup (fino al 22/01/2019)            | H       |
| Ministro dello sviluppo internazionale                                                                                                  |          |          | Dag Inge Ulstein                               | KrF     |
| Ministro della digitalizzazione (dal 22/01/2019)                                                                                        |          |          | Nikolai Astrup (fino al 24/01/2020)            | H       |
| Ministro della sicurezza pubblica (dal 22/01/2019 al 24/01/2020)                                                                        |          |          | Ingvil Smines Tybring-Gjedde                   | FrP     |
| Ministro degli affari regionali e della digitalizzazione (dal 24/01/2020)                                                               |          |          | Linda Hofstad Helleland                        | H       |